# Steve Anderhub
Steve Anderhub, de son vrai nom Stefan Anderhub, né le 12 juillet 1970 à Lucerne, est un bobeur suisse.

## Carrière
Steve Anderhub participe à deux Jeux olympiques. En 1998, il se classe septième en bob à quatre. Aux Jeux olympiques de Salt Lake City en 2002, il remporte la médaille d'argent en bob à deux avec Christian Reich et termine sixième en bob à quatre.
Steve Anderhub est médaillé de bronze aux championnats du monde de bob à 4 en 2001. Il est champion d'Europe de bob à 2 en 2002 et vice-champion d'Europe en 2001.

## Palmarès

### Jeux Olympiques
- : médaillé d'argent en bob à 2 aux JO 2002.

### Championnats monde
- : médaillé de bronze en bob à 4 aux championnats monde de 2001.